# Concorde metróállomás
A Concorde egy metróállomás Franciaországban, Párizsban a párizsi metró 1-es, 8-as és 12-es metróvonalán. Tulajdonosa és üzemeltetője a RATP.

## Metróvonalak
Az állomást az alábbi metróvonalak érintik:
- 1-es metróvonal
- 8-as metróvonal
- 12-es metróvonal

## Kapcsolódó állomások
A metróállomáshoz az alábbi állomások vannak a legközelebb:
- Champs-Élysées – Clemenceau (La Défense, 1-es metróvonal)
- Tuileries (Château de Vincennes, 1-es metróvonal)
- Invalides (Balard, 8-as metróvonal)
- Madeleine (Pointe du Lac, 8-as metróvonal)
- Madeleine (Mairie d’Aubervilliers, 12-es metróvonal)
- Assemblée nationale (Mairie d’Issy, 12-es metróvonal)